# Lijst van Canadese eilanden
Hieronder volgt een incomplete lijst van Canadese eilanden. Ze zijn per provincie of territorium op alfabetische volgorde gerangschikt.

## NunavutenNorthwest Territories
De eilanden in Nunavut en Northwest Territories worden gezamenlijk ook wel de Canadese Arctische Eilanden genoemd. Het grootste gedeelte behoort tot Nunavut, slechts een paar westelijke eilanden in de Koningin Elizabetharchipel vallen onder Northwest Territories.

### Koningin Elizabetheilanden
Alexandereiland - Baillie Hamiltoneiland - Bathursteiland – Bordeneiland - Brockeiland - Buckinghameiland - Byam Martineiland - Cameroneiland - Coburgeiland - Cornwalleiland - Cornwalliseiland - Devoneiland - Eglintoneiland - Ellesmere - Emeraldeiland - Grahameiland - Griffitheiland - Hanseiland - Hovedeiland - Klein-Cornwalliseiland - Koning Christiaaneiland - Lougheedeiland - Lowthereiland - Mackenzie Kingeiland - Massey-eiland - Meigheneiland - Melville-eiland - Noord-Kenteiland - Prins Patrickeiland - Storeiland - Vaniereiland
Naast deze eilanden liggen er nog 2091 andere eilanden in de Koningin Elizabetharchipel.

### Belchereilanden
Flaherty-eiland - Innetallongeiland - Kugongeiland - Mavoreiland - Moore-eiland - Snape-eiland - Spliteiland - Tukarakeiland - Wiegandeiland

### Sverdrup-eilanden
Amund Ringneseiland - Axel Heibergeiland - Ellef Ringneseiland - Haig-Thomaseiland

### Overige Arctische eilanden
Adamseiland - Admiraliteitseiland - Air Force-eiland - Akimiski-eiland - Akpatokeiland - Angijakeiland - Baffineiland - Bankseiland - Big Island - Bray-eiland - Brevoorteiland - Byloteiland - Charleseiland - Charltoneiland - Coatseiland - Dexterity-eiland - Edgelleiland - Foley-eiland - Gatesheadeiland - Herscheleiland - Jenny Lindeiland - Jens Munkeiland - Killiniqeiland - Koch Island - Koning Willemeiland - Kroonprins Frederikeiland - Loks Landeiland - Long Island - Manseleiland - Matty-eiland - Melbourne-eiland - Milleiland - Moodie-eiland - Nottinghameiland - Padlopingeiland - Pandora-eiland - Prescotteiland - Prins Charleseiland - Prins Leopoldeiland - Prins van Waleseiland - Resolutioneiland - Richardseiland - Rowley-eiland - Russelleiland - Salisbury-eiland - Sillemeiland - Smitheiland - Somerseteiland - Southamptoneiland - Stefanssoneiland - Tennenteiland - Vansittarteiland - Victoria - Waleseiland - White Island
Naast deze eilanden zijn er nog 34.376 andere eilanden.

## New Brunswick
Campobello-eiland - Deer Island - Grand Manan - Lamèque-eiland - Machias Sealeiland - Miscou-eiland - Partridge Island - White-Headeiland

## Newfoundland en Labrador
Voor een gedetailleerde lijst, zie Lijst van eilanden in Newfoundland en Labrador.

### Change-eilanden
Change Island - Diamond Island

### Grey-eilanden
Bell Island - Groais Island

### Overige eilanden
Baccalieu Island - Carbonear Island - Chapel Island - Cod Island - Fogo Island - Funk Island - Great Colinet Island - Ireland's Eye - Killiniq Island - Little Bay Island - Long Island - Merasheen Island - New World Island - Newfoundland - North Twillingate Island - Pilley's Island - Quirpon Island - Random Island - South Aulatsivik Island - South Twillingate Island - Thwart Island - Triton Island - Tunungayualok Island

## Nova Scotia

### Tusketeilanden
Alleneiland - Bald Tusketeiland - Big Island - Candleboxeiland - Eagle-eiland - Ellenwoodeiland - Green Island - Haymakereiland - Holmeseiland - Markseiland - Murdereiland - Owls Headeiland - Pease-eiland - Spectacle-eiland - Tarpaulineiland - Turpentine-eiland - Tusketeiland

### Overige eilanden
Barreneiland - Big Tancookeiland - Boularderieeiland - Briereiland - Cape Bretoneiland - Cape Sable-eiland - Dovereiland - Georgeseiland - Madame-eiland - Lawloreiland - Long Island - McNabseiland - Oak Island - Petit de Grat - Pictou-eiland - Sable-eiland - Sint-Pauleiland – Wolfe-eiland

## Ontario

### Thousand Islands
Amhersteiland – Howe-eiland – Simcoe-eiland - Wolfe-eiland

### Overige eilanden
Manitoulin

## Prince Edward Island

### Murray-eilanden
Cherry-eiland - Gordonseiland - Herringeiland - Reynoldseiland - Thomaseiland

### Overige eilanden
Boughtoneiland - Bunbury-eiland - Cascumpeque Sand Hills - Conway Sand Hills - George-eiland - Glenfinnaneiland - Governorseiland - Grovereiland - Hog Island Sand Hills - Holmaneiland - Lennoxeiland - Little Courtineiland - Oultonseiland - Panmure-eiland - Sint Peterseiland - Vogeleiland

## Québec

### Overige eilanden
Anticosti - Bonaventura-eiland - Île Bizard - Boucherville-eilanden - Dorvaleiland - Île d'Entrée - Île de Montréal - Île Jésus - Notre-Dame-eiland - Île d'Orléans - Île Perrot - René Levasseureiland - Sint Helena - Île des Sœurs

## Brits-Columbia

### Vancouvereiland
Cormoranteiland - Malcolmeiland - Nootka-eiland - Vancouvereiland

### Haida Gwaii
Grahameiland - Moresby Island

### Howe Sound
Anvileiland - Boweneiland - Bowyereiland - Gambiereiland - Keatseiland

### Golfeilanden

#### Zuidelijke Golfeilanden

##### De Courcy-eilanden
De Courcy-eiland - Mudge-eiland - Linkeiland - Ruxtoneiland - Pyladeseiland

##### Overige eilanden
Cabbage-eiland - Curleweiland - Gabriola-eiland - Galiano-eiland - Gossipeiland - Hudsoneiland - Jameseiland - Kupereiland - Mayne-eiland - Moresby-eiland - Parkereiland - Pendereiland - Pierseiland - Portlandeiland - Prevosteiland - Reideiland - Saltspringeiland - Samueleiland - Saturna-eiland - Secreteiland - Sidney-eiland - Tenteiland - Tree-eiland - Tumbo-eiland - Thetiseiland - Valdeseiland - Wallace-eiland - Whaleboateiland - Wise-eiland

#### Noordelijke Golfeilanden
Denmaneiland - Hornby-eiland - Harwoodeiland - Jedediah-eiland - Lasqueti-eiland - Savary-eiland - Texada-eiland

### Lower Mainland
Annaciseiland - Barnstoneiland - Deadman's Island - Deaseiland - Iona-eiland - Lulu-eiland - McMillaneiland - Sea-eiland - Westhameiland

### Discovery-eilanden
Corteseiland - Hernando-eiland - Maurelle-eiland - Oost-Redonda-eiland - Oost-Thurloweiland - Quadra-eiland - Readeiland - Rendezvouseilands - Sonora-eiland - Stuarteiland - West-Redonda-eiland - West-Thurloweiland